# Калдес
Калдес (итал. Caldes) је насеље у Италији у округу Тренто, региону Трентино-Јужни Тирол.
Према процени из 2011. у насељу је живело 561 становника. Насеље се налази на надморској висини од 722 м.

## Становништво
| 1931. | 1936. | 1951. | 1961. | 1971. | 1981. | 1991. | 2001. | 2011. |
| ----- | ----- | ----- | ----- | ----- | ----- | ----- | ----- | ----- |
| 1.396 | 1.233 | 1.336 | 1.246 | 1.083 | 1.060 | 1.028 | 1.040 | 1.090 |